# Mithraeum de Sarrebourg
Le mithraeum de Sarrebourg est un édifice romain de la ville de Pons Saravi (actuelle Sarrebourg).

## Histoire
Découvert par hasard en 1895 lors de la construction d'une caserne par l'armée allemande, il est dès l'année de sa découverte l'objet de travaux archéologiques menés par l'architecte F. Von Fisenne puis l'année suivante par l'historien Franz Cumont. 
Outre 284 monnaies qui ont permis de dater grossièrement le site, les archéologues mirent au jour des ossements de loups, de renards, de poulets, peut-être liés aux sacrifices du culte de Mithra.

## Description

### Le temple
Le sanctuaire, de 5,40 mètres sur 6,20 mètres, était souterrain et bâti en pierres calcaires. Il fut édifié au IIIe siècle et détruit à la fin du IVe siècle par les Chrétiens. Les premières fouilles archéologiques révélèrent, au milieu des débris de l'autel, le squelette d'un homme aux mains liées derrière le dos par des chaînes en fer,.

### Le bas-relief
Le bas-relief présente une scène de « tauroctonie » particulière au mithraïsme : le dieu Mithra, coiffé du bonnet phrygien, transperce de son glaive le cœur d'un taureau sur l'ordre du Soleil. Sa queue se termine par un épi, symbolisant la fertilisation du monde. On retrouve d'autres animaux typiques de la religion : le scorpion et le serpent, qui symbolisent les forces du mal, le lion, le corbeau, perché sur le manteau du dieu, et le chien, qui lèche le sang de la blessure. Les porteurs de torches, Cautes et Cautopates, encadrent l'ensemble. À chaque angle figurent les quatre vents : Borée, Euros, Notos et Zéphyre.
Sur la frise supérieure, les grands dieux romains sont représentés : Mercure, Bacchus, Vulcain, Jupiter, Neptune, Hercule.
Une inscription sur la base permet de savoir qui l'a financé : « IHDD DEO INVO MARCELEVS MARIANVS DS POSVI » (Pour honorer le dieu invincible, Marceleus Marianus a fait ériger à ses frais).
Comme le reste du sanctuaire, l'autel et les images mithriaques ont été détruits avec acharnement ; les visages, considérés comme ceux des démons, systématiquement saccagés. Ce n'est pas exceptionnel et d'autres mithraea furent ainsi détruits, comme celui de Mithraeum (Koenigshoffen).